# Cross Days
Cross Days (クロスデイズ, Kurosu Deizu), sous titré « Their fates can be changed by his effort. Though it cannot expect whether the result is happy. », littéralement « Leurs destins peuvent être changés par ses efforts. Bien que l'on ne puisse s'attendre à ce que le résultat soit réjouissant. », est un eroge japonais parfois considéré comme un visual novel — roman vidéoludique en français —, parfois simplement considéré comme un film interactif développé par 0verflow et sorti le 19 mars 2010 pour Windows. Il a été porté pour lecteur DVD ainsi que pour PlayStation Portable (PSP). L'histoire, une tranche de vie dramatique, suit la vie de Yuuki Ashikaga, un lycéen qui devient l'intérêt amoureux ambivalent de deux filles pendant son deuxième trimestre, et les effets que cela a sur lui-même et ses relations avec les autres personnages. Bien que le jeu nécessite peu d'interaction de la part des utilisateurs, Cross Days engage le joueur à travers une intrigue non linéaire dont il a la possibilité de changer le cours au cours du jeu. Le jeu est le troisième volet de la série School Days, succédant à Summer Days.
0verflow a annoncé travailler sur Cross Days en décembre 2008. De février 2009 à mars 2010, le jeu a été reporté à six reprises au total, avant de connaître un succès marginal à sa sortie. Dans les semaines qui ont suivi, après qu'il avait été trouvé illégalement sur des réseaux pair-à-pair, un cheval de Troie déguisé en jeu a été diffusé, publiant les informations personnelles d'utilisateurs inconnus en ligne publiquement.
Après la sortie du jeu, Cross Days a fait l'objet de transitions dans d'autres médias : une série de mangas a été publié en série dans le magazine Monthly Comp Ace de Kadokawa Shoten du 26 avril au 10 août 2010 ; trois light novels ont été publiés du 15 septembre au 29 octobre, ainsi qu'un guide officiel ; un feuilleton radiophonique a été diffusé pendant le développement ; et la bande originale du jeu a également été publiée par Lantis du 24 avril au 21 juillet.

## Système de jeu
Cross Days est un visual novel. Ceux-ci sont essentiellement joués en regardant et en écoutant des séquences épisodiques d'histoire, puis en sélectionnant ou en ignorant des actions ou des réponses cliquables lorsqu'ils sont présentés au joueur. Ces choix altèrent l'intrigue, changeant modérément la direction de l'histoire au fur et à mesure qu'ils sont faits, et conduisant finalement à des scènes érotiques entre les personnages et à l'une des différentes fins. Dans les routes yaoi du jeu, le protagoniste se travestit en soubrette et se livre à des rapports homosexuels.
Comme les jeux qui l'ont précédé, Cross Days contient une animation limitée. Les sons du jeu sont stéréophoniques, les voix sont synchronisées avec l'image, et il y a également des effets sonores et des musiques de fond.

## Synopsis
Yuuki Ashikaga est un lycéen de première année qui entame son deuxième semestre à l'académie — fictive — de Sakakino. Lors de ses visites régulières à la bibliothèque, il s'éprend de Kotonoha Katsura, une camarade de classe qui vient également lire. Bien qu'elle soit en couple, elle lui témoigne un intérêt réciproque sincère. Cependant, les choses se compliquent lorsque sa sœur, Chie, lui présente Roka Kitsuregawa, une de ses amies. Pour tenter de se rendre plus difficilement accessible, Roka prétend qu'elle est également intéressée par Makoto Itou, un autre camarade de classe. Son mensonge n'a pas de succès, car Yuuki, consciente que Makoto est le petit ami de Kotonoha, décide de l'interroger sur cette liaison,.

### Cadre
Contrairement à Summer Days, l'histoire de Cross Days n'est pas réécrite comme une histoire dérivée de l'histoire originale, mais se déroule pendant les événements de celle-ci, faisant du jeu une série parallèle à School Days. En tant que tel, le lieu — non divulgué — de l'histoire reste le même, l'accent étant mis sur l'école. Tous les personnages principaux et leurs relations établies apparaissent dans le jeu, ainsi que six nouveaux personnages.

## Personnages
Cross Days suit Yuuki Ashikaga, un jeune garçon à lunettes dont la vie scolaire renfermée dérape lorsque son affection pour deux filles commence à affecter ses relations avec ses amis et ses camarades. Bien qu'ils ne se connaissent pas, les filles en question constituent la prémisse du jeu : Kotonoha Katsura, un personnage bien connu de la franchise en tant que principal intérêt amoureux de Makoto Itou, et Roka Kitsuregawa, une nouvelle venue dont les efforts pour rendre Yuuki jaloux ne font que compliquer davantage sa relation avec lui. Chie Ashikaga, la grande sœur légèrement abusive de Yuuki, et Kyouichi Kasannoin, le petit ami de Nanami Kanroji, qui n'avaient fait que des apparitions dans l'anime School Days, reviennent pour jouer des rôles plus importants, tout comme Ai Yamagata, un personnage vu pour la dernière fois dans Summer Days. Ion Ishibashi et Kira Youka, deux amies, font également leurs premières apparitions dans le jeu.

## Ventes
Cross Days pour Windows a été le troisième jeu le plus vendu sur Getchu — une des principales boutiques en ligne japonaises de visual novels et d'autres produits liés aux mangas et anime — au cours du mois de sa sortie, se classant douzième pour le premier semestre 2010, et trente et unième pour l'ensemble de l'année. Le jeu en DVD s'est classé comme le DVD interactif le plus vendu au cours du premier semestre 2011, et le quarante-septième du 26 novembre au 27 décembre. La version PSP du jeu s'est également classé comme le quinzième jeu UMD le plus vendu au cours de cette période.

## Postérité

### Livres

#### Mangas
Cross Days est un manga écrit par Yoko Kagura, illustré par Homare Sakazuki et basé sur l'histoire du jeu. 0verflow annonce le 4 avril 2010 qu'il commencera à être publié dans le Monthly Comp Ace le 26 avril. La série est distribuée jusqu'en août 2010, puis publié par Kadokawa Shoten dans un premier et second volume qui sont commercialisés respectivement le 26 nomembre 2010 et le 25 juin 2011.

### CD audio
| Bande sonore de Cross Days | Bande sonore de Cross Days                                                                                            | Bande sonore de Cross Days | Bande sonore de Cross Days | Bande sonore de Cross Days | Bande sonore de Cross Days | Bande sonore de Cross Days | Bande sonore de Cross Days | Bande sonore de Cross Days | Bande sonore de Cross Days |
| No                         | Titre | Paroles                    | Musique                    | Durée                      |                            |                            |                            |                            |                            |
| -------------------------- | --- | -------------------------- | -------------------------- | -------------------------- | -------------------------- | -------------------------- | -------------------------- | -------------------------- | -------------------------- |
| 1.                         | Première note (ファースト・ノート, Fasuto Noto)                                                                       |                            | KIRIKO                     | 3:48                       |                            |                            |                            |                            |                            |
| 2.                         | Une étoile (ひとつ星, Hitotsu Hoshi)                                                                                  |                            | Yozuca*                    | 4:37                       |                            |                            |                            |                            |                            |
| 3.                         | Sois là (Be There) | Rita                       | iyuna                      | 4:39                       |                            |                            |                            |                            |                            |
| 4.                         | Mélodie intemporelle (Timeless Melody)                                                                                | Chata                      | iyuna                      | 4:09                       |                            |                            |                            |                            |                            |
| 5.                         | Flux éternel (Eternal Flow)                                                                                           | Ceui                       | Ceui, Kotaro Odaka         | 4:45                       |                            |                            |                            |                            |                            |
| 6.                         | Hourglass (砂時計, Sunadokei)                                                                                         | Riryka                     | Riryka                     | 4:24                       |                            |                            |                            |                            |                            |
| 7.                         | First Note ~Ver. Wake Up~ (ファースト・ノート ～Wake Up Ver.～, Fasuto Noto ～Wake Up Ver.～)                         |                            |                            | 0:59                       |                            |                            |                            |                            |                            |
| 8.                         | L'incident d'un jour (ある日の出来事, Aru Hinode Rai Koto)                                                            |                            |                            | 4:24                       |                            |                            |                            |                            |                            |
| 9.                         | Mon endroit préféré (大好きな場所, Daisuki na Basho)                                                                  |                            |                            | 2:49                       |                            |                            |                            |                            |                            |
| 10.                        | Lumière lointaine (遥かな窓の灯, Haruka na Mado no Tomoshibi)                                                         |                            |                            | 3:18                       |                            |                            |                            |                            |                            |
| 11.                        | Irritation bleue (青き焦燥, Aoki Shousou)                                                                             |                            |                            | 2:45                       |                            |                            |                            |                            |                            |
| 12.                        | Derrière le voile (ヴェールの向こう, Veru no Mukou)                                                                   |                            |                            | 2:49                       |                            |                            |                            |                            |                            |
| 13.                        | Le cours est terminé ! (授業が終った！, Jugyou ga Otta !)                                                             |                            |                            | 2:18                       |                            |                            |                            |                            |                            |
| 14.                        | Cœur brisé (破れかけの心, Yabure Kakeno Kokoro)                                                                       |                            |                            | 3:18                       |                            |                            |                            |                            |                            |
| 15.                        | De longues ombres, s'étendant vers vous (長い影、君に届け, Nagai Kage, Kun ni Todoke)                                 |                            |                            | 2:48                       |                            |                            |                            |                            |                            |
| 16.                        | La page précédente (そのページの先, Sono Peji no Saki)                                                                |                            |                            | 1:33                       |                            |                            |                            |                            |                            |
| 17.                        | Attouchement gênant (ぎこちないふれあい, Gikochinaifureai)                                                            |                            |                            | 3:03                       |                            |                            |                            |                            |                            |
| 18.                        | Se mentir à soi-même (自分への嘘, Jibun Heno Uso)                                                                     |                            |                            | 3:08                       |                            |                            |                            |                            |                            |
| 19.                        | Ta chaleur arrêtera le temps (ぬくもりは時を止める, Nukumoriha Toki wo Yameru)                                        |                            |                            | 2:01                       |                            |                            |                            |                            |                            |
| 20.                        | Ceux qui veulent changer l'avenir (永遠にもかえがたいもの, Eien Nimokaegataimono)                                     |                            |                            | 2:42                       |                            |                            |                            |                            |                            |
| 21.                        | En effet, je ressens de la colère (誠に憤りを感じます, Makotoni Ikidoori wo Kanji Masu)                               |                            |                            | 1:12                       |                            |                            |                            |                            |                            |
| 22.                        | La griffe est douce ! (ツメが甘い！, Tsume ga Amai !)                                                                 |                            |                            | 1:20                       |                            |                            |                            |                            |                            |
| 23.                        | Le fait que je veuille te rencontrer (君に伝えたい事, Kun ni Tsutae Tai Koto)                                         |                            |                            | 3:15                       |                            |                            |                            |                            |                            |
| 24.                        | Rassemblons le courage d'aller de l'avant (勇気を出して踏み出そう, Yuuki wo Dashi Te Fumi Daso u)                     |                            |                            | 3:14                       |                            |                            |                            |                            |                            |
| 25.                        | Première note ~Ver. Mellow Reprise~ (ファースト・ノート ～Mellow Reprise Ver.～, Fasuto Noto ~ Mellow Reprise Ver. ~) |                            |                            | 1:34                       |                            |                            |                            |                            |                            |
| 73 minutes 9 secondes      | |                            |                            |                            |                            |                            |                            |                            |                            |

Radio Cross Days, un feuilleton radiophonique diffusé du 8 janvier 2009 au 25 mars 2010, était la deuxième et dernière série de compilations audio réalisées pour le jeu par Lantis. Sorti sous la forme d'un premier et d'un deuxième disque, respectivement le 23 juin et le 21 juillet 2010, chaque album contenait trente-deux segments de l'émission, sur les soixante-quatre qui ont été diffusés au total .